# Brickellia adenolepis
Brickellia adenolepis là một loài thực vật có hoa trong họ Cúc. Loài này được (B.L.Rob.) Shinners mô tả khoa học đầu tiên năm 1971.